# François-Marie Perret de Lalande
François-Marie Perret de Lalande est un homme politique français né le 3 septembre 1756 à Ploërmel (Morbihan) et mort le 25 mai 1837 à Rennes.

## Biographie
Avocat à Ploërmel au moment de la Révolution, François-Marie Perret est président du tribunal criminel du département en 1791. Arrêté sous la Terreur, il est libéré après le 9 thermidor. Il est élu député du Morbihan au Conseil des Cinq-Cents le 24 vendémiaire an IV et sort du conseil en l'an VI. Partisan du coup d'État du 18 Brumaire, il est juge d'appel au tribunal d'appel de Rennes, puis président du tribunal criminel de Vannes. En 1811, il devient grand prévôt des douanes à Rennes mais perd ce poste à la Restauration.

## Distinctions
- Chevalier de la Légion d'honneur (14 juin 1804)[2]

## Sources
- « François-Marie Perret de Lalande », dans Adolphe Robert et Gaston Cougny, Dictionnaire des parlementaires français, Edgar Bourloton, 1889-1891 [détail de l’édition]